# Martha Jones
Martha Jones é uma personagem fictícia criada por Russell T Davies e interpretada por Freema Agyeman na série de televisão britânica de ficção científica Doctor Who e seu spin-off, Torchwood. Como a primeira mulher negra a ser uma acompanhante na série, ela serviu como uma companheira do Décimo Doutor, sucedendo Rose Tyler (Billie Piper). De acordo com Davies, em seu livro de não ficção Doctor Who: The Writer's Tale, Martha foi desenvolvida desde o início com a intenção de aparecer durante toda a terceira temporada em 2007 e mais tarde fazer aparições especiais em temporadas subsequentes e nos dois spin-offs do show; Martha posteriormente apareceu na segunda temporada de Torchwood e na quarta temporada de Doctor Who em 2008 e no episódio especial "The End of Time" em 2010. Martha também deveria aparecer em Torchwood em 2009 e em The Sarah Jane Adventures, mas não pôde devido a outros compromissos de trabalho da atriz.
Dentro da narrativa da série, Martha começa como uma estudante de medicina que se torna a acompanhante de viagem do Doutor após um incidente no hospital onde ela trabalhava. Depois de mais de um ano viajando juntos, Martha se separa dele ao reconhecer o quão doentio o relacionamento entre os dois se tornou. Após retornar à vida na Terra, ela fica noiva e termina seu curso de medicina, encontrando um novo nível de independência quando é recrutada para a organização militar paranormal UNIT e, brevemente, Torchwood. Tendo enfrentado o fim do mundo sozinha durante seu tempo com o Doutor, Martha é reconhecida por suas habilidades tanto no campo quanto na medicina.

## Aparições

### Televisão

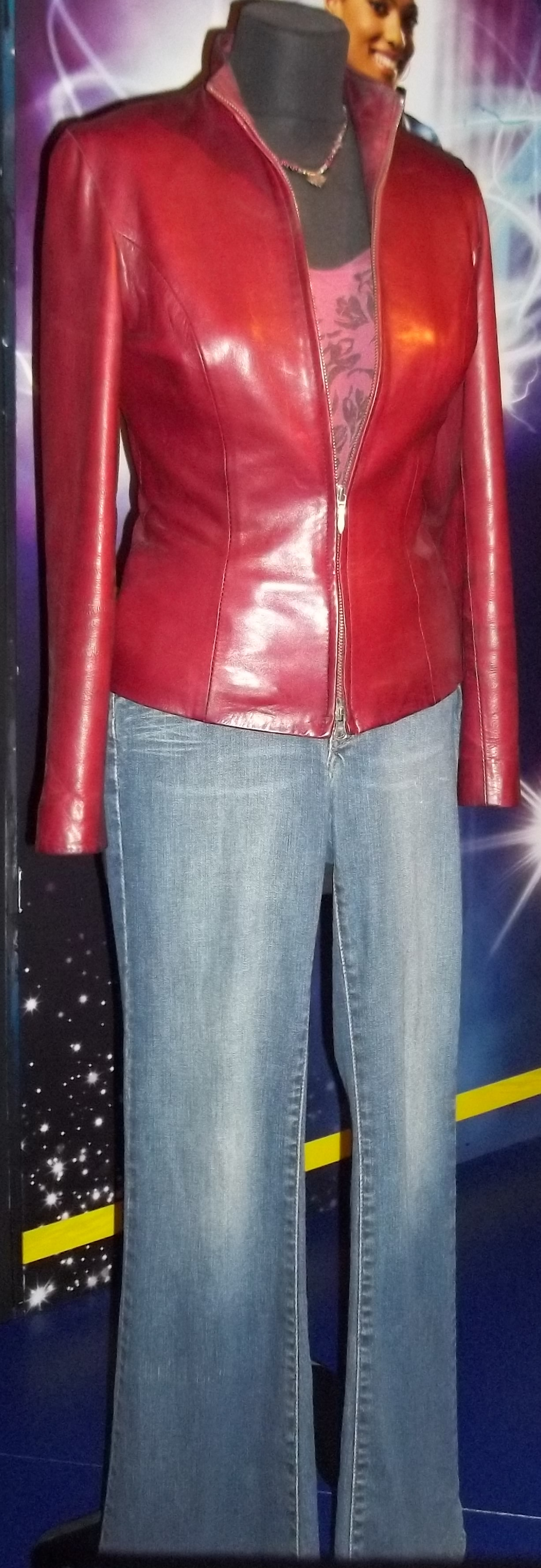
Um dos trajes usados por Martha na terceira temporada da série.

Martha Jones é introduzida na terceira temporada (2007) de Doctor Who, aparecendo pela primeira vez no episódio "Smith and Jones". Quando o hospital em que ela trabalha é teletransportado para a Lua, Martha, uma estudante de medicina, ajuda a salvar o dia ao lado do alienígena viajante do tempo conhecido apenas como o Doutor (David Tennant). Para agradecê-la por sua ajuda, o Doutor a convida para se juntar a ele em uma suposta viagem única em sua máquina do tempo, a TARDIS, mas depois a aceita como sua "acompanhante" em tempo integral, admitindo que ela "nunca foi apenas uma passageira", e ele até lhe dá a chave da TARDIS no episódio "42". Martha fica frustrada porque o Doutor não tem consciência de seus sentimentos por ele, e ela expressa preocupação de que ela seja simplesmente uma substituta após a dolorosa perda de sua acompanhante anterior, Rose Tyler (Billie Piper). Quando o Doutor amnésico se apaixona na história de duas partes "Human Nature"/"The Family of Blood", uma Martha aflita lamenta "Você teve que ir e se apaixonar por uma humana... e não era eu". No final da temporada, "The Sound of Drums"/"Last of the Time Lords", em que o inimigo do Doutor, o Mestre (John Simm), assume o planeta Terra e captura o Doutor e seu companheiro Capitão Jack Harkness (John Barrowman), Martha consegue escapar teletransportando-se, mas é deixada sozinha para salvar o mundo. Fugindo do Mestre, ela passa um ano viajando pelo mundo em um plano que restaura o Doutor incapacitado e reverte o tempo, desfazendo as ações do Mestre. Capaz de se lembrar dos eventos durante o reinado do Mestre, Martha então deixa a TARDIS por conta própria, dizendo ao Doutor que ela não pode desperdiçar sua vida ansiando por alguém quando o relacionamento entre eles não pode acontecer, mas promete que o verá novamente. Martha, dublada por Freema Agyeman, também aparece na série animada de 2007 The Infinite Quest, que foi ao ar em doze segmentos semanais durante a temporada em 2007.
Martha reaparece na segunda temporada (2008) do spin-off Torchwood, que se concentra no Capitão Jack Harkness. Aparecendo pela primeira vez no episódio "Reset" como parte de um arco de história de três episódios, Martha é temporariamente convocada para Torchwood por Jack, que precisava de uma especialista médica em vida alienígena. Por meio de exposição, é revelado que Martha se tornou uma "oficial médica" para a agência internacional de investigações paranormais UNIT desde que se qualificou como doutora em medicina. Martha se junta brevemente ao Torchwood Três, sediada em Cardiff, como seu oficial médico após a morte de Owen Harper (Burn Gorman), mas depois deixa a organização no episódio "A Day in the Death", uma vez que ela está convencida de que Owen está apto a retornar ao serviço após sua ressurreição. Mais tarde, na quarta temporada de Doctor Who (2008), Martha retorna para um arco de três episódios começando com a história de duas partes, "The Sontaran Stratagem"/"The Poison Sky", terminando com "The Doctor's Daughter", em que ela conhece a nova acompanhante do Doutor, Donna Noble (Catherine Tate); no primeiro episódio, uma Martha mais assertiva e engajada o convoca para a Terra para ajudar a descobrir uma conspiração dos Sontarans. Martha retorna novamente para os dois episódios finais daquela temporada, "The Stolen Earth"/"Journey's End", onde foi promovida a uma divisão da UNIT nos Estados Unidos e trabalha em um projeto de teletransporte ultrassecreto baseado na tecnologia Sontaran. Ela se reúne com Jack e Sarah Jane Smith (Elisabeth Sladen) em um esforço para enfrentar a ameaça da conspiração de Davros (Julian Bleach) para destruir a realidade. Ao enfrentar Davros, Martha ameaça detonar ogivas nucleares que destruiriam a Terra para poupar o sofrimento humano e restringir seus planos, mas é impedida pelo Doutor. No desfecho do episódio, ela vai embora com Jack e Mickey Smith (Noel Clarke), com Jack dizendo a ela "Não tenho certeza sobre a UNIT atualmente... talvez haja outra coisa que você possa fazer."
Apesar disso, Martha não aparece em Torchwood: Children of Earth (2009). A ausência dela é explicada quando os personagens interagem com oficiais da UNIT, que dizem que ela está em lua de mel. No lugar de Martha, a personagem Lois Habiba (Cush Jumbo) foi criada. Uma cena em "The End of Time" (2010) mostra Martha, aparentemente tendo deixado a UNIT, lutando contra alienígenas com Mickey e casada com ele, ao invés de seu noivo anterior. O Doutor aparece para ao casal pouco antes de sua regeneração pendente para salvá-los de um atirador Sontaran. Agyeman é creditada como retratando Martha Smith-Jones.

### Literatura
Além das aparições na televisão, Martha também aparece em romances e histórias em quadrinhos de Doctor Who, alguns dos quais são ambíguos em termos de sua canonicidade em relação à série de televisão. Em livros, Martha aparece na série de romances "New Series Adventures", publicada pela BBC Books. O primeiro livro publicado foi Made of Steel de Terrance Dicks (publicado antes de sua primeira aparição na televisão), e a personagem posteriormente apareceu em todos os romances da série, começando com Sting of the Zygons de Stephen Cole e mais recentemente em The Many Hands de Dale Smith. Freema Agyeman representa fisicamente a personagem na capa de cada romance. No final de 2008, The Story of Martha, uma coleção de histórias com foco nas aventuras de Martha entre "The Sound of Drums" e "Last of the Time Lords" foi publicada.
Em termos de aparições em histórias em quadrinhos, Martha apareceu nas tiras da Doctor Who Magazine n.º 381 em diante e nos quadrinhos Doctor Who Adventures n.º 28 em diante. A personagem também aparece na série de histórias em quadrinhos Battles in Time periodicamente. Em 2007, a editora americana de histórias em quadrinhos IDW Publishing anunciou seus planos de fazer uma série de quadrinhos dedicada do Décimo Doutor e Martha para um público americano.

### Áudio-dramas
Martha também aparece em um áudio-drama de Torchwood na BBC Radio 4, "Lost Souls", que foi ao ar no verão de 2008 com as vozes do elenco da série e de Freema Agyeman. Situado entre os eventos de Torchwood em 2008, mas antes do final da quarta temporada de Doctor Who, Martha recruta Jack, Ianto Jones (Gareth David-Lloyd) e Gwen Cooper (Eve Myles) na primeira aventura internacional de Torchwood, como parte da celebração especial da Radio 4 do Grande Colisor de Hádrons sendo ligado no CERN em Genebra. O enredo se concentra na ativação do Grande Colisor de Hádrons e no cenário do Juízo Final que alguns previram que ele poderia incitar, bem como no luto da equipe de Torchwood por Toshiko Sato (Naoko Mori) e na morte recente de Owen no final da segunda temporada de Torchwood.
Martha fez sua estreia na Big Finish Productions no áudio-drama de Torchwood "Dissected", lançado em fevereiro de 2020. Em julho de 2021, a Big Finish anunciou uma nova série estrelada por Agyeman - O Ano de Martha Jones - retratando Martha durante seu ano viajando por uma Terra governada pelo Mestre, coestrelando Adjoa Andoh como a mãe dela, Francine, que foi lançado em dezembro.

## Caracterização

### Conceito

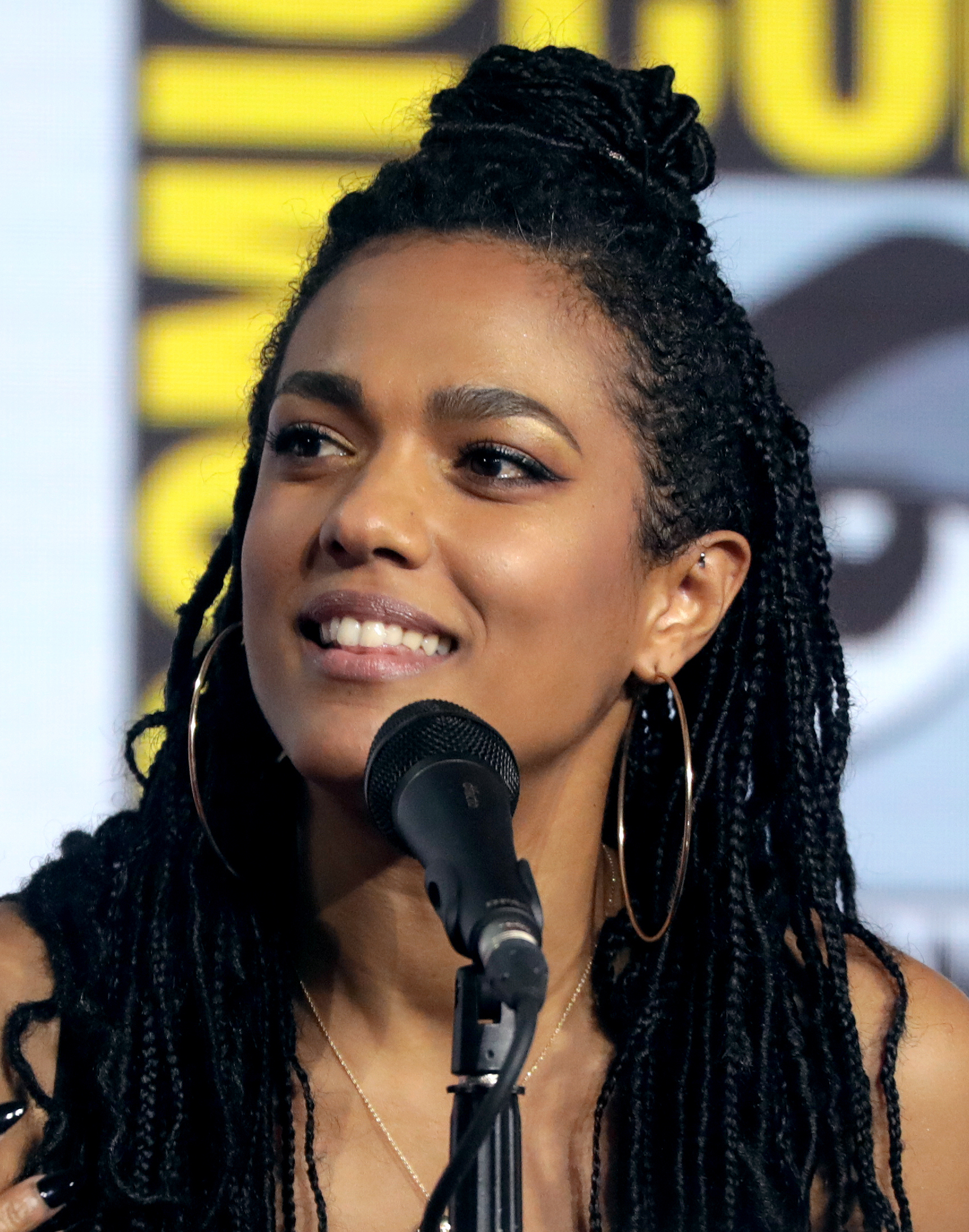
Freema Agyeman foi escolhida para interpretar a nova acompanhante do Doutor após a saída de Billie Piper.

A BBC anunciou a introdução de Martha como a nova acompanhante do Doutor após a saída de Rose Tyler (Billie Piper) em 5 de julho de 2006 em uma coletiva de imprensa. A personagem é uma estudante de medicina de 23 anos do ano de 2008, embora no processo de criação se pretendesse que ela fosse do ano de 1914. Assim como Rose, Martha tem parentes que aparecem na série: Adjoa Andoh interpreta sua mãe Francine Jones, com Trevor Laird como seu pai Clive (divorciado de Francine), Gugu Mbatha-Raw como sua irmã Tish e Reggie Yates como seu irmão Leo. No entanto, Agyeman observou que Martha é "muito independente": vive sozinha e quase concluiu os estudos de medicina. Ela não tem um ex-namorado, mas o escritor Russell T Davies declarou que ela não é lésbica, como havia sido espalhado por alguns lugares. Um artigo no The Times especulou que, com Agyeman tendo habilidades em artes marciais, ele poderia fazer uma "abordagem mais física" da personagem. Tal como a sua antecessora Rose, Martha é de Londres. Brett Mills, da Universidade da Ânglia Oriental, supõe que isso ocorre porque os personagens da capital do país são "facilmente identificáveis por todos os britânicos" porque são vistos como "neutros".
Freema Agyeman disse à publicação escolar The Newspaper que Martha é mais velha e mais segura de si do que Rose, e especulou que a personagem, em contraste, viaja com o Doutor em busca de aventura e não por necessidade de orientação ou educação (Agyeman também contou ao jornal que Martha espera retornar à Terra e terminar seus estudos de medicina). Além disso, a família de Martha parece ser de uma classe social mais elevada que a de Rose. Enquanto a família de Rose era típica da classe trabalhadora, a família de Martha parece ser mais abastada (seu pai tem um Mercedes-Benz e as roupas que a família usa são muito mais elegantes), provavelmente de classe média alta.
Entre a lista de nomes recorrentes de seu criador, Martha e sua família compartilham o sobrenome "Jones" com muitos outros personagens criados por Davies. Entre outros, Harriet Jones em Doctor Who, Ianto Jones e Eugene Jones em Torchwood, Yanto Jones em Mine All Mine e Stuart Allen Jones em Queer as Folk. Davis diz que reutilizar nomes (como Tyler, Smith, Harper, Harkness e Jones) permite que ele supere a síndrome da página em branco com o personagem. No casting para Martha, foi reutilizada a atriz Freema Agyeman, que já havia tido um pequeno papel como Adeola Oshodi no episódio "Army of Ghosts" na segunda temporada. Sabendo disso, criou-se uma relação entre as duas personagens em "Smith and Jones" quando Martha faz referência a prima falecida, conectando-a assim ao universo maior de Doctor Who.

### Desenvolvimento
Após a transmissão de "Last of the Time Lords", a BBC anunciou que a personagem retornaria em três episódios de Torchwood antes de se reunir com o Décimo Doutor de David Tennant ao lado da nova acompanhante Donna Noble (Catherine Tate) em cinco episódios da quarta temporada. Em sua aparição em Torchwood é explicado que Martha é uma médica especialista da UNIT, uma médica graduada e especialista de confiança em vida alienígena. Aparecendo no episódio "Reset", seu parceiro Jack Harkness endossa a credibilidade de Martha junto aos outros, comentando sobre sua vasta experiência. John Barrowman observou que, em muitos aspectos, Martha entrou em Torchwood como sua superiora, pois sendo funcionária da UNIT, ela ocupava um nível de autoridade maior. No mesmo episódio, Martha percebe que uma "fonte confiável" a recomendou para um emprego na UNIT, o que implica que o Doutor tem extrema confiança nas habilidades dela. Seu traje de Torchwood foi projetado especificamente para refletir sua evolução, com o figurinista Ray Holman afirmando: "Queríamos dar a ela aquele ar de autoridade, com uma imagem profissional e ternos elegantes."
Martha aparece em ação com a UNIT em "The Sontaran Stratagem", onde Donna reage em estado de choque perguntando se o Doutor transforma todos os seus companheiros em "soldados". O Doutor também parece desaprovar a situação até que Martha defende suas intenções, lembrando-o que ela nunca carrega uma arma e esclarecendo que está tentando tornar a UNIT "melhor" por dentro. Agyeman afirmou que nunca teve pressa para que Martha se tornasse uma pistoleira:
"Nunca senti o perigo de isso acontecer. No final da terceira temporada, ela estava sobrevivendo há um ano e viajando sozinha, e viu todo aquele sofrimento, e sua família foi torturada... isso deve tê-la afetado. Ao mesmo tempo, ela continuou seus estudos para se tornar médica, então obviamente ainda tem esse lado carinhoso com ela."
Martha conta a Owen no episódio "Reset" de Torchwood que ela tem um namorado, revelado ser o médico pediatra Thomas Milligan de "The Sontaran Stratagem", de quem ela ficou noiva, indicando que Martha superou seu amor pelo Doutor. Em "The Poison Sky", ela cita seu relacionamento com Milligan como uma razão para permanecer na Terra em vez de se juntar a Donna e ao Doutor na TARDIS, dizendo que agora ela tem sua própria grande aventura para desfrutar. Agyeman sente que o relacionamento de Martha com Tom a ajudou a "solidificar seu lugar na vida". Agyeman também acha que foi importante para a mãe de Martha, Francine, reaparecer em "The Stolen Earth"/"Journey's End" para concluir o que aconteceu com a família Jones na terceira temporada: "É ótimo que o público saiba que tudo isso. A conversa de Martha querer ficar na Terra para sua família era real. É ótimo ver Adjoa lá, representando o clã Jones, mesmo que seja uma breve aparição. Ela ainda está muito presente na vida de Martha.
O diretor Euros Lyn disse que a equipe de produção pretendia que Agyeman e Mickey Smith (Noel Clarke) se juntassem a Torchwood na terceira temporada, mas suas carreiras subsequentes os levaram a um caminho diferente. Quando os personagens interagem com oficiais da UNIT, a ausência de Martha é explicada por sua lua de mel. Davies explicou que Agyeman já havia sido escalado para Law & Order: UK antes do início do desenvolvimento de Torchwood: Children of Earth. Como Law & Order lhe oferecia 13 episódios por ano, ela escolheu esse trabalho em vez de Torchwood, que havia sido reduzido para 5 episódios. Em resposta, Davies criou a personagem Lois Habiba, interpretada por Cush Jumbo, para ser uma "espécie de figura de Martha", alguém com inocência adicional que vai além. Agyeman, porém, não rejeitou a possibilidade de retornar ao programa no futuro. Davies revela em seu livro de ensaios Doctor Who: The Writer's Tale que Martha também iria aparecer no final da segunda temporada de The Sarah Jane Adventures em dezembro de 2008, mas a personagem teve que ser substituído pelo Brigadeiro Lethbridge-Stewart (Nicholas Courtney) "de última hora" por causa do trabalho de Agyeman em Law & Order: UK.

## Análise
As análises acadêmicas da personagem geralmente se concentram na etnia, classe social e status da personagem como modelo para jovens espectadores. Martha foi descrita nos jornais como a "primeira acompanhante de uma minoria étnica nos 43 anos de história de Doctor Who" ou a primeira "assistente negra" do Doutor. Mas o status de Martha como a "primeira acompanhante negra" está "em questão" considerando o papel de Mickey Smith como um breve companheiro na segunda temporada da série. Em sua introdução, Martha é apresentada como "normal" de uma forma que os acompanhantes anteriores de Doctor Who não eram. Por exemplo, ela é a primeira personagem a usar palavrões quando exclama "Estamos na maldita Lua!" Davies acreditava que esse nível de linguagem chula era normal e apropriado, citando os filmes de Harry Potter nos quais o público reagia com risadas em vez de choque quando um personagem jovem gritava "Que maldição!"

### Questões raciais
Em contraste com Rose e Mickey, Martha é de classe média e tem ensino superior. Para Michael e Margaret Rustin, da Universidade do Leste de Londres, o esforço constante de Mickey para ganhar o respeito e reconhecimento do Doutor nas duas primeiras temporadas foi uma "exploração sutil... da dinâmica da vida multiétnica na Grã-Bretanha Contemporânea". Os Rustins dizem que, ao apresentar Martha, a série "se apega" ao fato "de que as mulheres negras tendem a ser mais bem-sucedidas educacional e profissionalmente do que os homens negros na Grã-Bretanha contemporânea".
Como uma viajante do tempo negra, os escritores da série usaram a presença da personagem para injetar comentários sociais, abordando temas como o racismo tanto no passado como no presente. No episódio "The Shakespeare Code", Martha se pergunta se ela está segura na era elisabetana, mas o Doutor ignora, dizendo a ela (que também é a porta-voz do público) que a Inglaterra de 1599 "não é tão diferente do seu tempo"; Mulheres negras são vistas caminhando confiantes entre as pessoas, e Martha identifica vários atores vestidos de mulheres. Martha reage com surpresa e alguma ofensa quando William Shakespeare usa palavras da era elisabetana para designar pessoas negras, como "mourisco" ou "etíope". Por um momento, ela pensa que essas palavras podem ser racistas (o Doutor diz a ela que o politicamente correto enlouqueceu), mas ela percebe que Shakespeare na verdade se apaixonou por ela. "Dama Negra" era o nome da mulher a quem o verdadeiro Shakespeare dedicou numerosos sonetos, o que implica que Martha era aquela dama. Lindy A. Orthia acredita que esta representação da era do Décimo Doutor "da Terra como um lugar de felicidade e diversidade benigna" pode ter intenções anti-racistas, mas no final banaliza o racismo que infestou a sociedade ocidental durante séculos. Essas representações incluem "Nova York da era da Depressão com patrulhas de cidadãos lideradas por um homem negro, e mulheres negras entre as ruas e cortes da Inglaterra vitoriana e da França iluminista."
Outros episódios como "Human Nature" e "The Family of Blood", ambientados em 1913, baseiam-se no racismo do início da era eduardiana. Para Orthia, os poucos seriais de Doctor Who que mostram explicitamente o racismo "são notáveis por sua presença: têm um poder retórico, porque são raros". Em "Human Nature", além do racismo dos estudantes de escolas particulares, "presenciamos como as coisas mudaram, quando uma enfermeira branca não consegue acreditar que Martha serria uma estudante de medicina no futuro, dizendo "Mulheres podem estudar para serem médicas, mas duvido muito que uma da sua cor consiga.'" Quando a tripulação da TARDIS é caçada nacionalmente como terroristas em "The Sound of Drums", o Mestre diz que os atuais companheiros do Doutor "tocam todos os estratos demográficos, referindo-se ao gênero e raça de Martha e à orientação sexual de Jack, em seguida, refere-se a Jack e Martha como "o marica e a aberração", reforçando o insulto ao dizer que não tem certeza de quem é quem. Episódios ambientados no futuro, observa Orthia, são mais frequentemente projeções inclusivas e "cosmopolitas" de sociedades que são tão multirraciais (embora não multiétnicas) e sexualmente liberais quanto o presente, se não mais. Em 2009, Martha foi listada entre os 20 principais ícones negros da ficção científica pela Entertainment Weekly.

### Modelo feminino
Como uma jovem profissional médica, Martha tem sido objeto de estudos sobre as percepções de mulheres jovens sobre "a representação de gênero na ciência, tecnologia, engenharia e matemática" (STEM). Usando questionários, pesquisadores do Centro de Pesquisa para Mulheres em Ciência e Tecnologia de Engenharia do Reino Unido pediram a alunos de ensino fundamental e médio que "identificassem três de seus programas favoritos e tentassem lembrar e descrever um programa que tivessem visto que fosse sobre ciência ou que incluísse um cientista". Os pesquisadores encontraram principalmente duas respostas básicas, Os Simpsons e Doctor Who. A análise detalhada indicou que as duas personagens eram majoritariamente femininas: Lisa Simpson e Martha Jones, respectivamente. Essas personagens foram selecionadas à luz de Steinke. et al. de que "apresentar imagens positivas de mulheres cientistas na televisão pode ser uma estratégia particularmente eficaz para fornecer modelos para promover o interesse das meninas pela ciência, particularmente quando a interação direta com modelos humanos não é possível". O artigo observa que Martha e Lisa são muito diferentes: principalmente, "Lisa é apresentada como muito diferente de muitos de seus colegas, uma criança prodígio considerada 'extraordinária'", enquanto Martha "é apresentada comparativamente como uma jovem normal", que, ao contrário de Lisa, convida à autoidentificação. As tentativas de Martha de diagnosticar um paciente em seu episódio de estreia são criticadas como falhas; são suas "respostas às situações extraordinárias em que ela se encontra mais tarde, em vez de sua vida cotidiana" são o que a distinguem. Seu status "normal" também é destacado quando ela se torna a primeira personagem "a ser ouvida xingando" em Doctor Who. Apesar de suas diferenças, no entanto, muitas semelhanças foram trazidas à luz pela pesquisa.
É importante ressaltar que Lisa e Martha são retratadas como personagens que, em vez de não terem habilidades sociais, desempenham "um papel central nos relacionamentos de suas famílias" (David X. Cohen descreve Lisa como "o coração da família", enquanto Davies descreve Martha como "aquela que traz paz à sua família"). "A família de Martha", diz o artigo, "e seu relacionamento com eles fazem parte da narrativa que se desenvolve ao longo da série", são sua constante, apesar do aspecto de viagem no tempo da série. "Não importa quão fantásticas e irreais sejam as experiências de Martha e Lisa, suas personagens estão sempre situadas dentro de uma estrutura de relações familiares que a maioria dos espectadores reconheceria como bastante comum." Enquanto em Os Simpsons Lisa é a personagem mais identificada com o conhecimento e com o mundo, em Doctor Who, essa personagem é o Doutor. Isso permite que às vezes os papéis sejam trocados entre o Doutor e Martha a seu favor, primeiro em "42", quando uma possessão alienígena deixa o Doutor "aterrorizado" e, segundo Agyeman, Martha "tem que assumir o controle". Essa independência continua em "Human Nature" e "The Family of Blood", em que Davies diz que "Martha é deixada sozinha lutando contra os monstros. A história não funcionaria em nenhum sentido se o Doutor não confiasse nela." Martha também tem a tarefa de salvar o mundo sozinha em "The Sound of Drums" e "Last of the Time Lords". Quando ela mais tarde aparece em Torchwood como oficial da UNIT e médica, "o público pôde acompanhar a carreira de Martha e viu-a ganhar experiência e confiança". No seu resumo, os investigadores concluem: "Ao discutir nossa análise de Lisa Simpson e Martha Jones, destacamos maneiras pelas quais elas podem ser vistas como personagens com as quais os jovens podem se identificar, mas também como personagens que fornecem modelos positivos em termos de seu relacionamento com STEM."